# Spichrze w Toruniu
Spichrze w Toruniu – budynki magazynowe na terenie Torunia. Stanowią one jeden z najbardziej charakterystycznych architektoniczne budynków w mieście, świadectwo bogactwa Torunia w późnym średniowieczu i w XVII wieku.
Na przełomie XIII i XIV wieku w Toruniu znajdowało się około 30 spichrzy. Mieściły się one w kamienicach mieszkalnych. Spichrze umieszczano zazwyczaj na drugim piętrze i poddaszu budynku (podobnie jak w miastach północnoniemieckich i niderlandzkich). W XVI i XVII wieku nowe spichrze były samodzielnymi budynkami. W XVII wieku, gdy Toruń był jednym z najważniejszych ośrodku handlu zbożem w Polsce, liczba spichrzy przekroczyła sto. Nie stały one bezpośrednio nad Wisłą, były położone wewnątrz murów miejskich. Większość wybudowano na południowej części Starego Miasta. W Nowym Mieście, mającym rzemieślniczy charakter, liczba spichrzy była znacznie mniejsza. W spichrzach składano również inne towary, które niekiedy długo czekały na wzrost cen. Spichrze były budowane z cegły, od XVII wieku były tynkowane. Były to kilkupiętrowe budynki o fasadach z wysokimi szczytami.
Spichrze w Toruniu są jedynymi zachowanymi tego typu obiektami w Polsce Północnej. Zachowało się około 30 spichrzy, większość z nich wybudowano w stylu gotyckim.

## Lista zachowanych spichrzy

### Stare Miasto
- Spichrz barokowy przy ul. Chełmińskiej 5, z 1752 roku[1]
- Spichrz renesansowy przy ul. Ciasnej 4, z XVII wieku[1]
- Spichrz przy ul. Ciasnej 6, z XVII wieku[1]
- Spichrz renesansowo-barokowy przy ul. Ciasnej 8, z XVII wieku[1]
- Spichrz gotycki przy ul. Franciszkańskiej 6, z ok. 1400 roku[1]
- Spichrz barokowy przy ul. Franciszkańskiej 11, z XVIII wieku[1]
- Spichrz gotycki przy ul. Łaziennej 3, z ok. 1300 roku[1]
- Czerwony Spichrz (znany również jako Dom Eskenów) przy ul. Łaziennej 16[2]
- Spichrz Szwedzki przy ul. Mostowej 1, z 1719 roku[1]
- Spichrz barokowy przy ul. Mostowej 2, wybudowany przed 1703 rokiem[1]
- Spichrz gotycki przy ul. Piekary 4, z poł. XIV wieku[1]
- Spichrz gotycki przy ul. Podmurnej 1, z końca XIII wieku[3]
- Spichrz późnogotycki przy ul. Podmurnej 3, z XVI wieku[3]
- Spichrz barokowy przy ul. Podmurnej 5, z XVIII wieku[3]
- Spichrz renesansowy przy ul. Podmurnej 11, z połowy XVI wieku[3]
- Spichrz przy ul. Podmurnej 13, z 1607 roku[3]
- Spichrz przy ul. Rabiańskiej 3 z pocz. XVIII wieku[4]
- Spichrz przy ul. Rabiańskiej 9 w formach neogotyckich z lat 1863–1867[4]
- Spichrz przy ul. Rabiańskiej 19 z XV wieku[4]
- Dwa spichrze przy ul. Rabiańskiej 21 z ok. 1350 roku[4]
- Spichrz przy ul. Rabiańskiej 22A z początku XVI wieku[4]
- Spichrz przy ul. Rabiańskiej 23 (na rogu z ul. Piekary 2), z XVII wieku[4]

Ponadto zachowały się również ruiny spichrza z XVII wieku, znajdujące się przy ul. Podmurnej 7 oraz dawny spichrz gotycki przy ul. Franciszkańskiej 4 z ok. 1400 roku, z którego zachowała się niepełna elewacja.

### Nowe Miasto
- Spichrz barokowy przy ul. Browarnej 3, z XVIII wieku[1]
- Spichrz renesansowy przy ul. Browarnej 5, z końca XVI wieku[1]
- Spichrz barokowy przy ul. Browarnej 10, z 1. poł. XVII wieku[1]
- Spichrz barokowy przy ul. Wielkie Garbary 10, z XVIII wieku[1]